# Puya obconica
Puya obconica là một loài thực vật có hoa trong họ Bromeliaceae. Loài này được L.B.Sm. miêu tả khoa học đầu tiên năm 1949. Chúng là loài đặc hữu của Ecuador.